# Pentimento

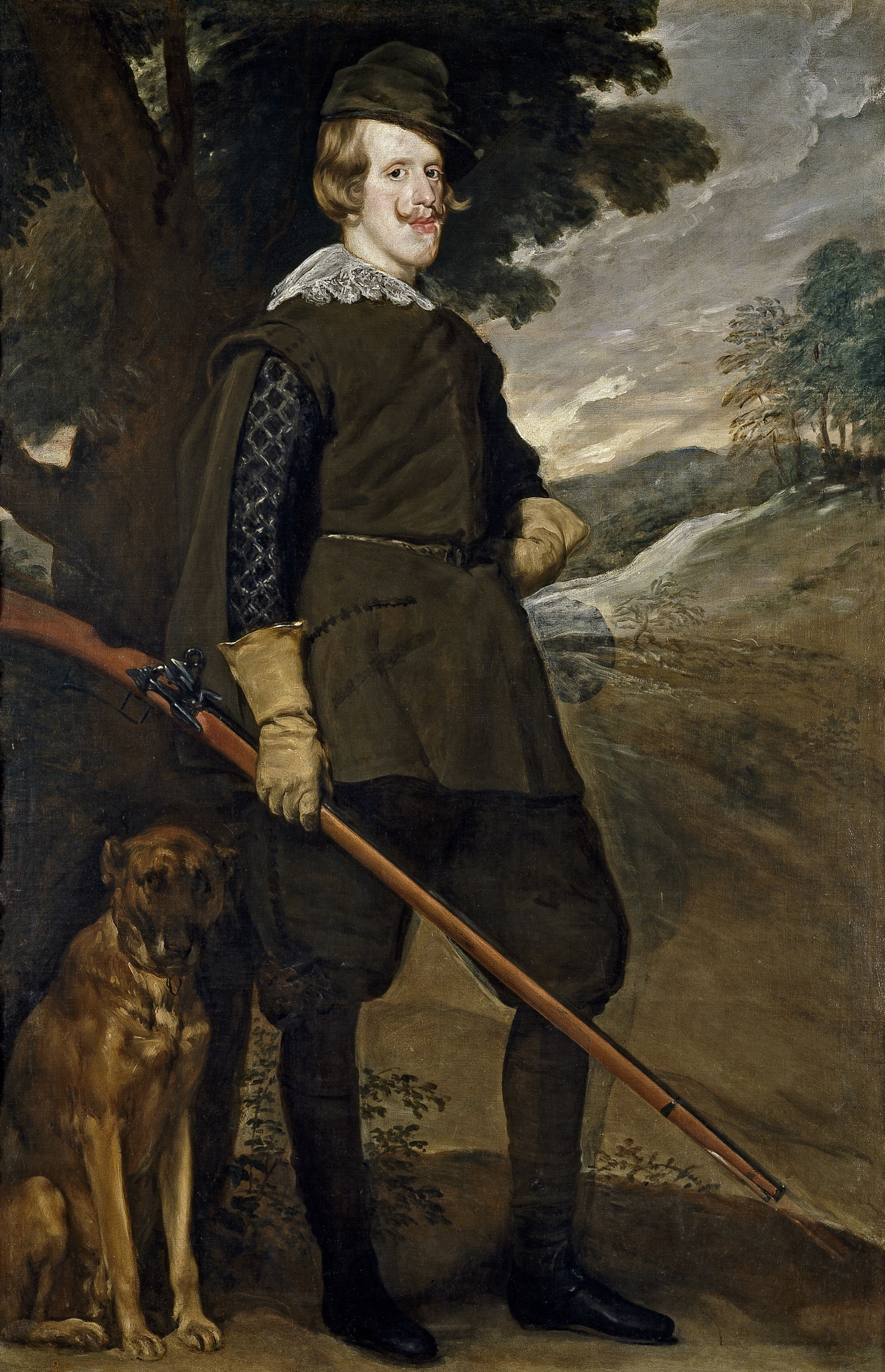
Filip IV w stroju myśliwskim (ok. 1636) Velázqueza, widać, że noga została przesunięta w lewą stronę, lufa strzelby była dłuższa, a w lewej ręce monarcha trzymał kapelusz, który ostatecznie ma na głowie.

Pentimento (l.mn. pentimenti, od wł. pentirsi = żałować, zmienić zdanie) – poprawka lub zmiana wykonana przez artystę w czasie malowania obrazu, której ślady są widoczne na ostatecznej wersji. Wskazuje na to, że artysta zmienił zdanie co do kompozycji lub poszczególnych elementów w trakcie pracy nad dziełem. Stanowi częstą wskazówkę przy ocenianiu autentyczności obrazu oraz podczas rozróżniania oryginału od kopii. Wskazówkami dla wykrycia poprawek mogą być m.in. różna przezroczystość poprawianego fragmentu czy też odmienności kolorystyczne.